# Bevil Oaks
Bevil Oaks è un centro abitato degli Stati Uniti d'America situato nella contea di Jefferson dello Stato del Texas.
La popolazione era di 1.274 persone al censimento del 2010. Fa parte dell'area metropolitana di Beaumont–Port Arthur.

## Geografia fisica
Bevil Oaks è situata a 30°09′06″N 94°16′06″W (30.151695, -94.268336).
Secondo lo United States Census Bureau, ha un'area totale di 2,1 miglia quadrate (5,4 km²).

## Società

### Evoluzione demografica
Secondo il censimento del 2000, c'erano 1.346 persone, 521 nuclei familiari e 432 famiglie residenti nella città. La densità di popolazione era di 640,2 persone per miglio quadrato (247,5/km²). C'erano 552 unità abitative a una densità media di 262,6 per miglio quadrato (101,5/km²). La composizione etnica della città era formata dal 96,36% di bianchi, il 2,01% di afroamericani, lo 0,15% di asiatici, lo 0,97% di altre razze, e lo 0,52% di due o più etnie. Ispanici o latinos di qualunque razza erano il 3,12% della popolazione.
C'erano 521 nuclei familiari di cui il 29,2% aveva figli di età inferiore ai 18 anni, il 72,4% aveva coppie sposate conviventi, l'8,4% aveva un capofamiglia femmina senza marito, e il 16,9% erano non-famiglie. Il 14,6% di tutti i nuclei familiari erano individuali e il 6,1% aveva componenti con un'età di 65 anni o più che vivevano da soli. Il numero di componenti medio di un nucleo familiare era di 2,58 e quello di una famiglia era di 2,83.
La popolazione era composta dal 20,4% di persone sotto i 18 anni, l'8,2% di persone dai 18 ai 24 anni, il 22,7% di persone dai 25 ai 44 anni, il 32,9% di persone dai 45 ai 64 anni, e il 15,8% di persone di 65 anni o più. L'età media era di 44 anni. Per ogni 100 femmine c'erano 103,3 maschi. Per ogni 100 femmine dai 18 anni in giù, c'erano 97,6 maschi.
Il reddito medio di un nucleo familiare era di 55.982 dollari e quello di una famiglia era di 59.375 dollari. I maschi avevano un reddito medio di 47.596 dollari contro i 23.906 dollari delle femmine. Il reddito pro capite era di 26.273 dollari. Circa il 2,0% delle famiglie e il 4,3% della popolazione erano sotto la soglia di povertà, incluso il 6,3% di persone sotto i 18 anni e il 4,0% di persone di 65 anni o più.